# Rhodesia viridalbata
Rhodesia viridalbata là một loài bướm đêm trong họ Geometridae.